# راسوی دم‌زرد
راسوی دم‌زرد (نام علمی: Mustela kathiah) نام یک گونه از سرده راسو است.